# Lalka (Purda)
Lalka (deutsch Lallka, 1938 bis 1945 Kleinramuck) ist ein Ort in der polnischen Woiwodschaft Ermland-Masuren. Er gehört zur Gmina Purda (Landgemeinde Groß Purden) im Powiat Olsztyński (Kreis Allenstein).

## Geographische Lage
Lalka liegt am Rande einer gleichnamigen Halbinsel im Lansker See (polnisch Jezioro Łańskie), die sich auf der Ostseite des Sees befindet. Die Woiwodschaftshauptstadt Olsztyn (deutsch Allenstein) liegt 21 Kilometer nördlich.

## Geschichte
Im Jahre 1879 wurde Lallka – damals „Klein Ramuck“ genannt – erstmals erwähnt. Der Ort war – im ostpreußischen Kreis Allenstein gelegen – ein beliebter Ort für Urlaubsausflüge auf die Halbinsel Lallka, wo eine große Jugendherberge später zahlreiche jugendliche Gäste fand. Bei der Volkszählung am 1. Dezember 1905 wurde für den Ort Lallka fünf Wohngebäude bei 31 Einwohnern genannt. In jenem Jahr und noch bis 1945 war Lallka ein Wohnplatz der Gemeinde Alt Kaletka (1938 bis 1945 Teerwalde, polnisch Stara Kaletka). Am 3. Juni – amtlich bestätigt am 16. Juli – 1938 erhielt Lallka die Umbenennung in „Kleinramuck“.
Als 1945 in Kriegsfolge das gesamte südliche Ostpreußen von Polen besetzt wurde, erhielt Kleinramuck die polnische Namensform „Lalka“. Der Ort gehört heute zur Landgemeinde Purda (Groß Purden) im Powiat Olsztyński (Kreis Allenstein), bis 998 der Woiwodschaft Olsztyn, seither der Woiwodschaft Ermland-Masuren zugehörig.

## Verkehr
Lalka ist auf einer unwegsamen Nebenstraße zu erreichen, die von Butryny (Wuttrienen) über Stara Kaletka (Alt Kaletka, 1938 bis 1945 Teerwalde) in den Ort führt. Eine Bahnanbindung besteht nicht.

## Kirche
Bis 1945 war Lallka resp. Kleinramuck in die evangelische Kirche Neu Bartelsdorf in der Kirchenprovinz Ostpreußen der Kirche der Altpreußischen Union, außerdem in die römisch-katholische Kirchde Wuttrienen (polnisch Butryny) im Bistum Ermland eingepfarrt.
Heute gehört Lalka katholischerseits weiterhin zu Butryny, das jetzt zum Erzbistum Ermland gehört. Evangelischerseits ist der Ort jetzt zur Christus-Erlöser-Kirche in Olsztyn (Allenstein) hin orientiert, die der Diözese Masuren der Evangelisch-Augsburgischen Kirche in Polen zugehört.